# Dugodlaki hvataš
Dugodlaki hvataš (lat. Ateles belzebuth) vrsta je primata iz porodice hvataša koji živi u Ekvadoru, Venezueli, Brazilu, Kolumbiji i Peruu. Staništa su mu tropske, nizinske i planinske šume do 1800 metara nadmorske visine.

## Izgled
Dugodlaki hvataš ima vrlo mršavo tijelo, te su mu udovi dugi i tanki. Tijelo je dugo 34-58 centimetara, a rep je znatno dulji od tijela sa svojih 61-88 centimetara. Rep mu često pomaže i kod hvatanja za grane drveća, te na vrhu nema nikakvih dlaka. Masa tijela varira između 7 i 10 kilograma, s tim da su mužjaci nešto teži od ženki. Krno je crne ili smeđe boje, dok su trbuh i unutrašnji dio nogu svjetlije obojeni.

## Način života
Dnevna je i arborealna životinja. Brzo i okretno se penje po granama drveća. Živi u skupinama koje se sastoje od 20 do 40 životinja, te se u potrazi za hranom dijele u manje podskupine. Glasnim krikovima komuniciraju jedni s drugima. Prehrana mu je najčešće sastavljena od zrelih plodova različitih biljaka, a u manjoj mjeri hrani se listovima i drugim biljnim dijelovima.
Parenje se može događati u bilo koje godišnje doba. Gestacija traje oko sedam mjeseci, a njezin rezultat je obično jedno mladunče, kojega majka doji okom godinu dana. Spolno zrelo postaje nakon četiri do pet godina. Ženka najčešće rađa novo mladunče svake dvije ili četiri godine.